# Масляниківка
Масляниківка — одна з дільниць міста Кропивницький, що належить до Подільського району. Дільниця розташована у південній частині міста. Північна межа Масляниківки проходить вздовж берегу річки Сугоклії, західна його частина визначена автодорогою Н14, південна — кільцевою дорогою.

## Назва
Назва мікрорайону історично-сформована та походить від назви селища «Масляниковка (Красноглазова), д. вл.», Єлисаветградського повіту.
Відносно походження назви самого селища Масляниківка, Єлисаветградського повіту, то основною версією є така, що купець «Иван Масляников» мав у своєму володінні село та цукровий завод, який ним же і був побудований. Село було околицею Єлисаветграда, а вже згодом, з розвитком міста війшло до його складу. Тому в честь купця цю частину міста стали називати Масляниківка.
Документальним підтвердженням цієї версії є відомості про торгівлю і ярмарки Єлисаветграда унікальної міської хроніки, виданої [1897] року під назвою «Исторический очерк г. Елисаветграда», автором якої є Пашутін Олександр Миколайович:
| «В царствование же императрицы Екатерины II многие елисаветградские купцы вели уже значительную торговлю. Светлейший князь Потемкин, обращавший постоянное внимание на благоустройство вверенаго ему новаго края, покровительствовал в особенности туземной торговле, которая благодаря ему и распространилась за пределы Российской Империи. Он поощрял также купечество г. Елисаветграда, благодаря чему в то время встречается имя елисаветградсаго купца Ивана Масляникова, устроившаго сахарный завод и нанимавшаго в 1785 году у казны корабли для производства заграничной торговли произведениями Новороссийского края.» |